# Melodifestivalen 1969
Melodifestivalen 1969 var den 11:e upplagan av musiktävlingen Melodifestivalen och samtidigt Sveriges uttagning till Eurovision Song Contest 1969. 
Finalen hölls på Cirkus i Stockholm den 1 mars 1969, där melodin "Judy min vän", framförd av Tommy Körberg, vann, genom att ha fått högst poäng av jurygrupperna (efter andra omgången). Finalen bestod av tio bidrag, precis som det hade gjort sedan fyra år tillbaka och precis som tidigare hölls det en allmän inskickning till dessa tio finalplatser, vars artister bestämts på förhand. Dock ska det sägas att Sveriges Radio-TV hade inte bestämt sig för deltagande i Eurovisionen när den svenska finalen hölls, eftersom man inte visste om man ville tävla i det då fascistiska Spanien. Trots detta valde man ändå att åka till ESC. I likhet med festivalerna sedan 1966, spelades programmet in på sändningsdagens eftermiddag, för sändning på kvällen. 
"Judy min vän" fick sedan representera Sverige i ESC 1969, som hölls i Madrid i Spanien den 29 mars 1969. 

## Tävlingsupplägg[2]
I och med att Spanien vunnit Eurovision Song Contest året innan var det länge osäkert huruvida de tre nordiska länderna Finland, Norge och Sverige skulle ställa upp i ESC 1969. Anledningen till en eventuell bojkott var att Spanien vid den här tiden var ett fascistiskt land som styrdes av Francisco Franco. Ett beslut om en eventuell nordisk bojkott togs efter att den svenska uttagningen ägt rum. Bojkotten blev aldrig av, men däremot avstod programledaren Pekka Langer att åka till Madrid och kommentera sändningen för Sverige.
Den svenska uttagningen behöll form som de tre senaste åren: en finalkväll och tio tävlande bidrag. För första gången på många år fick artister endast framföra ett bidrag istället för två eller fler. Bakgrundskör, som endast hade använts vid 1962 års festival, användes det här året. Huskören bestod av Kerstin Dahl, Annica Risberg och Sylvia Vrethammar. Alla tio artister valdes ut på förhand, varpå en allmän inskickning gjordes. Totalt kom det in 2 402 bidrag, vilket blev en ökning med drygt 169 bidrag jämfört med året innan. Därefter fick artisterna välja ut sin låt bland de som skickats in till dem. Exempelvis fick Jan Malmsjö 407 bidrag att välja mellan.
En stor förändring det här året blev att man tog bort den fasta kapellmästaren för de tio bidragen. Istället för att ha en fast kapellmästare valdes dirigent/kapellmästare enskilt till varje bidrag, utifrån artist- och låtval. Vissa bidrag hade dock samma dirigent.

### Återkommande artister
| Artist            | Tidigare år (med placering) (Melodifestivalen) | Tidigare år (med placering) (ESC) |
| ----------------- | ---------------------------------------------- | --------------------------------- |
| Ann-Louise Hanson | 1963 (-, -), 1966 (4:a), 1967 (7:a, 10:a)      | –                                 |
| Britt Bergström   | 1968 (9:a)                                     | –                                 |
| Sten Nilsson      | 1967 (6:a)                                     | –                                 |
| Svante Thuresson  | 1966 (1:a1, 7:a), 1967 (9:a), 1968 (2:a, 5:a2) | 19661 (2:a)                       |

1 I duett med Lill Lindfors.

2 I duett med Östen Warnerbring.

### Övrigt
Jan Malmsjö, som blev en av de tävlande artisterna, hade på tidigt stadium meddelat att han inte hade kunnat framträda med sin låt i en eventuell Europafinal, då han var fullbokad under hela våren 1969 om han hade vunnit. Detta behövde man dock inte oroa sig över, eftersom han blev tvåa i svenska finalen och därmed inte vann.

## Finalkvällen
Finalen av festivalen 1969 sändes den 1 mars 1969 från Cirkus i Stockholm. Programledare var Pekka Langer och bakgrundskör var Kerstin Dahl, Annica Risberg och Sylvia Vrethammar. 
Finalen avgjordes genom 100% juryröstning och på samma sätt som året innan. De elva regionala jurygrupperna hade totalt nio poäng vardera att dela ut, som de fick dela ut hur de ville. Varje jurymedlem hade en poäng att dela ut (således hade varje jurydistrikt nio personer i sina jurygrupper). Utifrån hur många totalpoäng jurygrupperna gav låtarna, så många poäng fick varje bidrag. Därför var poängkombinationerna många och helt ofasta.
För första gången i Melodifestivalen hamnade två bidrag på högsta totala poängen. På grund av detta gjordes därför en ny röstningsomgång mellan dessa två bidrag ("Hej clown" med Jan Malmsjö och "Judy min vän" med Tommy Körberg). Efter en andra juryomgång vann Körberg och blev därmed Melodifestivalvinnaren 1969.

### Startlista
| Nr | Artist             | Låt                           | Upphovsmän (Text & musik)                 | Dirigent         |
| -- | ------------------ | ----------------------------- | ----------------------------------------- | ---------------- |
| 1  | Inger Öst          | Du ser mig inte               | Peter Himmelstrand (t), Berndt Öst (m)    | Claes Rosendahl  |
| 2  | Jan Malmsjö        | Hej clown                     | Benny Andersson (tm), Lars Berghagen (tm) | Marcus Österdahl |
| 3  | Ann-Louise Hanson  | Svenska flicka                | Bo-Göran Edling (t), Staffan Ehrling (m)  | Bruno Glenmark   |
| 4  | Tommy Körberg      | Judy min vän                  | Britt Lindeborg (t), Roger Wallis (m)     | Lars Samuelson   |
| 5  | Lena Hansson       | Du ger mig lust att leva      | Johnny Carlsson (tm)                      | Claes Rosendahl  |
| 6  | Ola Håkansson      | Du skänker mening åt mitt liv | Pierre Isacsson (tm)                      | Rune Öfwerman    |
| 7  | Britt Bergström    | L, som i älskar dig           | Kerstin Lindén (t), Staffan Ehrling (m)   | Lars Samuelson   |
| 8  | Sten Nilsson       | Gång på gång                  | Bo-Göran Edling (t), Staffan Ehrling (m)  | Mats Olsson      |
| 9  | Anni-Frid Lyngstad | Härlig är vår jord            | Ivan Renliden (tm)                        | Ivan Renliden    |
| 10 | Svante Thuresson   | Sommarflicka                  | Pugh Rogefeldt (tm)                       | Claes Rosendahl  |

### Poäng och placeringar
| Nr | Låt                           | Sunds- vall | Örebro | Norr- köping | Gbg | Luleå | Falun | Växjö | Malmö | Umeå | Karl- stad | Stholm | Summa | Plac. |
| -- | ----------------------------- | ----------- | ------ | ------------ | --- | ----- | ----- | ----- | ----- | ---- | ---------- | ------ | ----- | ----- |
| 1  | Du ser mig inte               | -           | -      | -            | -   | -     | 1     | -     | -     | -    | -          | -      | 1     | 8     |
| 2  | Hej clown                     | 3           | -      | 2            | -   | 1     | -     | 4     | 6     | 8    | 1          | 6      | 31    | 1     |
| 3  | Svenska flicka                | -           | 3      | 2            | 1   | -     | 2     | -     | -     | -    | -          | -      | 8     | 4     |
| 4  | Judy min vän                  | 5           | 3      | 3            | 2   | 5     | 6     | -     | 1     | -    | 3          | 3      | 31    | 1     |
| 5  | Du ger mig lust att leva      | -           | -      | -            | -   | -     | -     | 1     | -     | -    | 2          | -      | 3     | 7     |
| 6  | Du skänker mening åt mitt liv | -           | -      | -            | -   | -     | -     | -     | -     | -    | -          | -      | 0     | 9     |
| 7  | L, som i älskar dig           | -           | -      | -            | -   | -     | -     | -     | -     | -    | -          | -      | 0     | 9     |
| 8  | Gång på gång                  | -           | 3      | -            | 6   | -     | -     | 4     | -     | -    | -          | -      | 13    | 3     |
| 9  | Härlig är vår jord            | -           | -      | 2            | -   | 3     | -     | -     | -     | -    | 3          | -      | 8     | 4     |
| 10 | Sommarflicka                  | 1           | -      | -            | -   | -     | -     | -     | 2     | 1    | -          | -      | 4     | 6     |

### Skiljeomröstning
| Nr | Låt          | Sunds- vall | Örebro | Norr- köping | Gbg | Luleå | Falun | Växjö | Malmö | Umeå | Karl- stad | Stholm | Summa | Plac. |
| -- | ------------ | ----------- | ------ | ------------ | --- | ----- | ----- | ----- | ----- | ---- | ---------- | ------ | ----- | ----- |
| 2  | Hej clown    | 4           | -      | 3            | 1   | 3     | -     | 7     | 8     | 8    | 5          | 6      | 45    | 2     |
| 4  | Judy min vän | 5           | 9      | 6            | 8   | 6     | 9     | 2     | 1     | 1    | 4          | 3      | 54    | 1     |

### Juryuppläsare
- Sundsvall: Kurt Jonsson
- Örebro: Maud Nylin
- Norrköping: Larz-Thure Ljungdahl
- Göteborg: Rune Rustman
- Luleå: Roland Perlström
- Falun: Lars Ramsten
- Växjö: Sven-Olof Olsson
- Malmö: Ruth Schönberg
- Umeå: Monica Hedestig
- Karlstad: Kent Finell
- Stockholm: Sten Carlberg

## Eurovision Song Contest
Spanien stod värdland efter sin seger i Storbritannien året innan. Inför själva ESC-finalen hade de nordiska länderna inte bestämt sig huruvida de skulle deltaga eller ej, varför dessa länder höll sina uttagningar så sent som möjligt. Anledningen var helt enkelt osäkerheten kring hur bra eller dåligt det var att visa upp sig i det då fascistiska Spanien. Det blev dock aldrig något tillbakadragande för de nordiska ländernas del det här året. Själva tävlingen hade blivit hotad i förväg och var därför noga bevakad av poliser. Alla länder som tävlade året innan, utom Österrike, ställde upp. Totalt blev det sexton länder som tävlade.
Precis som året innan var röstningssystemet sådant att varje lands jury bestod av tio personer, som vardera la en poäng på sin favorit. Utifrån så många enpoängare varje land fick av jurypersonerna, fick länderna den klumpsumma som blivit efter juryöverläggningarna. Därför kunde exempelvis ett land få maxpoängen (tio) eller bara ett beroende på hur juryn röstade. Övriga länder gavs noll poäng.
Sverige tävlade som nummer nio (av sexton länder) och slutade efter juryöverläggningarna på delad niondeplats med åtta poäng. Lite lustigt kan nämnas att Sverige hamnade delad nia med Västtyskland, som representerades av Siw Malmkvist. För första gången delades segern mellan fyra länder: Frankrike, Nederländerna, Storbritannien och värdlandet Spanien. Anledningen var att de fått exakt lika många totalpoäng efter överläggningen. Då EBU inte hade några regler för hur man skulle lösa situationen beslöt man att kora de fyra länderna till vinnare och lottade därför året därpå om var tävlingen skulle arrangeras. Detta gjorde att de nordiska länderna bojkottade påföljande ESC i protest.
Om dagens ESC-regler hade gällt (2018) skulle Frankrike ha vunnit, följt av Spanien på andra plats och Nederländerna samt Storbritannien på delad tredje plats. Dagens ESC-regler säger att man i första hand ska räkna antalet länder som gett ett land poäng i första hand, följt av antalet högsta poäng osv. Räknar man därför antalet givna poäng fick både Nederländerna och Storbritannien poäng från åtta länder vardera, medan Frankrike och Spanien fick poäng av nio länder vardera. När man sedan tittar närmre på högsta poängen ser man att Frankrikes högsta poäng blev en fyra, medan Spaniens högsta poäng blev en trea. Således borde alltså Frankrike koras till segrare, om dagens ESC-regler hade gällt.